# Albert Brochard
 (décembre 2017).
Si vous disposez d'ouvrages ou d'articles de référence ou si vous connaissez des sites web de qualité traitant du thème abordé ici, merci de compléter l'article en donnant les références utiles à sa vérifiabilité et en les liant à la section « Notes et références ».
Pour les articles homonymes, voir Brochard.
Albert Brochard, né le 19 juin 1923 à Thouars et mort le 19 mai 2004, est un dirigeant d'entreprise et un homme politique français. Il est député des Deux-Sèvres de 1973 à 1993.

## Biographie
Albert Brochard dirige une entreprise de transport par autocars et d'agent de voyages.
Il est conseiller général des Deux-Sèvres, élu dans le canton de Bressuire, de 1970 à 1994, et conseiller régional de Poitou-Charentes[Quand ?].
Il est député des Deux-Sèvres de 1973 à 1993, pendant cinq mandats successifs, à chaque fois décroché au premier tour des élections. Le 17 septembre 1981, à l'Assemblée nationale, il interrompt à maintes reprises le discours de Robert Badinter défendant le projet de loi abolissant la peine de mort.
Albert Brochard a très fidèlement tenu, chaque vendredi matin, voire début d'après-midi, pendant toute la durée de ses mandats, une permanence à Thouars au café Le Dauphin où une salle lui était réservée. Il n'était pas utile de prendre rendez-vous, il suffisait d'attendre son tour.[réf. souhaitée]